# 吉氏高䲁
吉氏高䲁（學名：Hypsoblennius gilberti），為輻鰭魚綱鳚形目䲁科高䲁屬的一種，分布於東太平洋美國加利福尼亞州康塞普西翁角至墨西哥下加利福尼亞州南部，深度0至18公尺，本魚體延長形，稍側扁，頭鈍短，頭頂無冠膜，後鼻孔、眼上方有捲鬚，頸背無觸角，牙齒尖端鈍而扁平，單排，不能移動，兩側頜骨上均無後犬齒，側線通常終止於臀鰭中央以上，但可能延續至尾鰭，體橄欖色至淺棕褐色，頭部、吻部、臉頰和鰓蓋上有紅色斑點；眼睛後面有一塊深色的斑點，上面泛著彩虹色的藍色光澤，斑點前面有一塊彎曲的乳白色條，眼睛下方有一條黑條，後面下顎處還有兩條黑條，身體佈滿深色網狀線條，下側有一排白色斑點，背部上方在背鰭下方有一排小深色馬鞍狀斑點，背鰭後面有2排不規則的紅色斑點，背鰭硬棘13枚、背鰭軟條18-19枚、臀鰭硬棘2枚、臀鰭軟條18-19枚，體長可達17公分，壽命可達9年，棲息在沿海潮間帶岩石區，雌魚產附著性卵，雄魚有護卵行為，生活習性不明。